# Luther Ingram
Luther Thomas Ingram (Jackson, 30 novembre 1937 – Belleville, 19 marzo 2007) è stato un cantautore statunitense.

## Biografia
Nato in Tennessee, ha iniziato a registrare nel 1965. Il successo è arrivato nel 1972 grazie al brano (If Loving You Is Wrong) I Don't Want to Be Right, scritto da Homer Banks, Carl Hampton e Raymond Jackson.
È coautore del brano Respect Yourself, classico soul del gruppo The Staple Singers datato 1971.
È morto nel 2007 in Illinois.